# Тайпінське Небесне Царство
Тайпінське Небесне Царство (спрощ.: 天国; кит. трад.: 天國; піньїнь: Tīanguó) — китайська християнська держава, утворена внаслідок Тайпінського повстання, що існувала у 1851(3)–1864 роках та за найбільшого розквіту займала території південних провінцій Чжецзян (повністю), Цзянсі, Фуцзянь і Хенань (частково) та Гуансі (з перемінним успіхом) зі столицею у місті Нанкін (завойовано у 1863).
Утворена релігійним фанатиком Хун Сюцюанем.
В історії сучасного Китаю носить характер визвольної боротьби проти маньчжурського іга.

## Передумови
Імперія Цін, котра була могутньою державою ще сто-двісті років до початку повстання, була підірвана важкими війнами з Джунгарським ханством та програла Англії Першу опіумну війну. Багато китайців підтримали харизматичного лідера нового християнського руху Хонг Сюцюаня, який називав себе братом Ісуса Христа.
Він бачив сон, де йому явився чоловік з золотим волоссям та бородою і якого називав старшим братом. Потім через шість років він вивчив трактат Лян Фана Добрі слова, що попереджають епоху (який перед тим читав без цікавості) з ініціативи свого справжнього брата, якому розказав про цей сон. Вважаючи себе посланцем, він був твердо впевнений, що має місію і, змішавши християнське вчення з китайським поняттям Шангді (Імператор, Цар царів), який разом з терміном Тянь використовується для позначення верховного єдиного Бога, почав боротьбу за традиційну правильну віру китайців, якої варто дотримуватися, та боротьбу з маньчжурськими язичниками. Його підтримав колишній торговець Ян Сюцюань, який був трактувальним Святого письма і говорив як хоче Бог.
Віра тайпінів, утворена на основі місіонерів, у Південному Китаї отримала назву християнство тайпінського толку.

## Становлення
Спочатку тайпіни під назвою Спільнота поклоніння Богу боролися з бандитизмом та піратством, чим отримали прихильність населення. Потім це дало їм змогу розпочати партизанську та визвольну боротьбу.
Повноцінна війна розпочалася в провінції Гуансі. В 11 день 1 циклу місячного календаря (11 січня 1861) Хун Сюцюань оголошує себе Небесним імператором і розпочинає боротьбу, що в лютому того-ж року отримує назву Цзіньтяньське повстання. Вже тоді він мав армію у 10 000 людей для боротьби з демонами (як у його сні називали маньчжурів).
Це стало причиною того, що після захоплення Нанкіну у 1863 тайпіни жорстоко винищили 40 000 етнічних маньчжур. Чоловіків вбивали всіма можливими засобами, а жінок вивели за місто і там спалили.
Нанкін перейменували у Тяньцзін (Небесну столицю), що було наслідком ототожнення у давньому Китаї Бога з небом (Небесна влада).
У тому-ж році було захоплено увесь Південно-Східний Китай, кордоном стала річка Янцзи. Царство існувало приблизно у такому вигляді до 1860 року.

## Армія
Тайпінське Небесне царство всю свою історію було воєнною державою.
Під час першого Цзіньтянського повстання армія тайпін була невелика, а за мірками Китаю зовсім мала та навіть незначна — 10 000 воїнів. Проте фанатизм та деморалізація супротивника зробили їх ефективною збройною силою, що постійно зростала.
В період найбільшої могутності військо Тайпінського Небесного царства сягало 2 000 000 солдатів (серед яких завдяки політичним реформам багато жінок-добровольців).
Тайпінське царство стало настільки могутнім, що відправило армію на північ для взяття Пекіну — столиця імперії Цін. Похід зазнав невдачі.
Під час другого розгрому Цзяньнанської групи тайпінська армія знищувала ворога у п'ятикратній більшості порівняно до власних смертей.
Ключові битви:
- Битва за Нанкін (1853) — виграна
- Наступ на Пекін (1860) — програний
- Битва за Ханчжоу (1860) — виграна
- Битва за Сучжоу (1860) — виграна
- Битва за Шанхай (1860) виграна, потім тайпіни були вибиті.

Відома в Китаї як Армія вічної перемоги, що була бойовими корпусами з європейських країн, лояльних до маріонеткової імперії Цін, стала ключовою силою її перемоги, коли тайпіни перетворилися з повстанців у державну військову силу, які створювали політично сильний Китай.

## Політичний устрій
Хун Сюцюань повністю відмовився від власної вигоди у управлінні державою і керувався виключно Святим письмом, вважаючи, що для цього вона і створена.
Ян Сюцюань був противником такої думки, вивертаючи слова з Закону Божого для власної користі. До того-ж він створив обширну мережу шпигунів. Небесний імператор ставився до нього все більш підозріло, і в 1856 році наказав вбити Ян Сюцюаня з сім'єю, а вірну йому частину армії вирізати.
З ініціативи Хун Сюцюаня проведені важливі реформи. Усі жителі Небесної держави розбивалися на п'ятидворки на чолі з командиром. П'ять п'ятидворок, тобто 25 родин, утворювали осередок тайпінського суспільства з власною церквою. Очолював цю ланку держави лянсима — начальник, в коло обов'язків якого входило нагороджувати старанних і карати ледачих, наглядати за польовими роботами, завідувати священною коморою, відати урахуванням врожаю та інших продуктів, видача коштів на весілля, хрестини і похорони, виконувати функції судді та сільського пастиря, відправляти релігійні церемонії, читати проповіді, навчати дітей за текстами Старого і Нового Завіту, священних звернень та наказів Небесного князя, а також очолювати боротьбу підлеглих йому жителів з ворожими солдатами та організовувати облави на бандитів.
Важливу роль стало відігравати ставлення до жінок, які відтепер стали звичайними громадянами на рівні з чоловіками і отримали право здавати чиновницькі іспити. Заборонялися грошові насильницькі шлюби та проституція.
Християнські догмати отримали у Хун Сюцюань досить своєрідну інтерпретацію, багато в чому зумовлену традиційними віруваннями та історично сформованими поняттями.

## Союзники
Тайпінське Небесне Царство не мало союзників на міжнародній арені. Всі глобальні сили (у тому числі і християнського світу) боролися з ними. Значною мірою тайпінська держава зробила залежними союзні менчі сили суспільства короткого меча, повстанців червоного тюрбана та етнічних меншин ньян.

## Крах
Восени 1860 року, користуючись підтримкою європейських армій, конфуціанський філософ Цзен Гофань за три роки зміг відновити цінський режим над всією територією Тайпінського Небесного царства, окрім столиці.
Хун Сюцюань випустив маніфест з повідомленням про те, що збирається піднестися до раю і надіслати звідти небесне воїнство на допомогу захисникам тайпінської столиці, після чого 1 червня того ж року наклав на себе руки, прийнявши отруту. Ще до цього у травні 1861 року, хворіючи, він передав трон 14-річному сину Хун Тіануйфу, який ще тиждень тримав оборону. 6 червня Нанкін було захоплено, а малолітній Хун Тіануйфу помер у муках на страті лінчуванням. Тіло Хун Сюцюаня спалено до тла, а порох вистріляний з гармати як знак того, що він ніколи не знатиме спокою.
Через пів століття імперія Цін була знищена китайськими націоналістами: в подальшому всі сили Китаю незалежно від політичною спрямованості ставилися до тайпінів як до героїв, що боролися за свободу від варварів.

## Ставлення китайських комуністів
Маоїсти та історики КНР вважають Тайпінське Небесне Царство протокомуністичним, що в розріз розходиться з комуністичним атеїстом.

## Книги та статті про Тайпінське Небесне Царство
- Томас Рейлі (2004) The Taiping Heavenly Kingdom: Rebellion and the Blasphemy of Empire. Seattle: University of Washington Press. ISBN 0295984309.